# Eulioptera reticulata
Eulioptera reticulata är en insektsart som först beskrevs av Brunner von Wattenwyl 1878.  Eulioptera reticulata ingår i släktet Eulioptera och familjen vårtbitare.

## Underarter
Arten delas in i följande underarter:
- E. r. leptomorpha
- E. r. planilima
- E. r. reticulata